# Serra de Pacaraima
A serra de Pacaraíma ou Pacaraimã é uma formação do relevo brasileiro, localizada no planalto das Guianas, na fronteira do Brasil com a Venezuela, no estado do Roraima. Nela está localizado o ponto extremo ao norte da República Federativa do Brasil, o monte Caburaí, com 1.456m, e também o monte Roraima, com 2.739 m.
O termo "pacaraima" provém das línguas indígenas locais de Roraima pela junção de pacará (cesto) e imã (serra, montanha).